# Crna slavonska

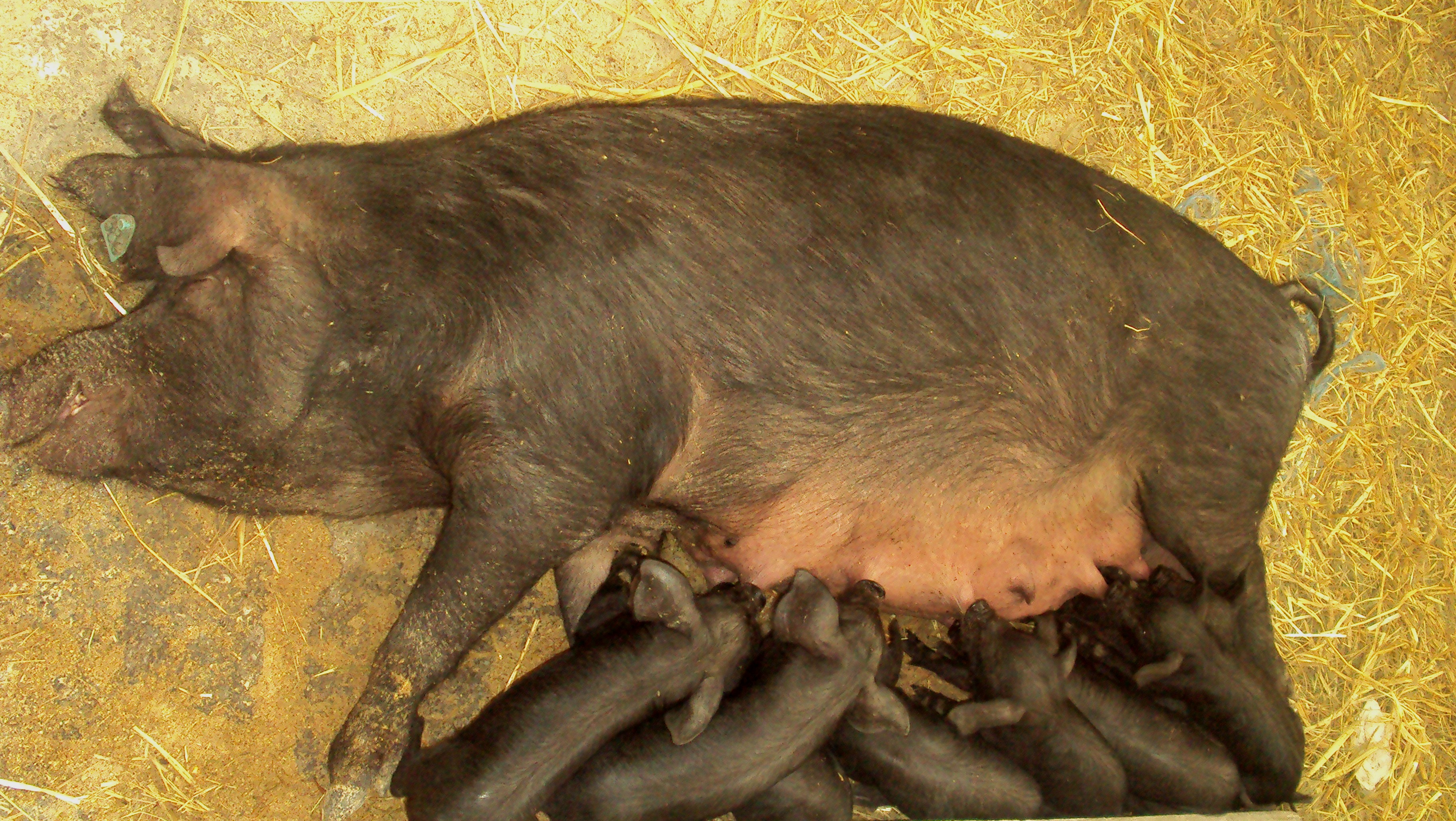
Locha karmiąca z prosiętami

Crna slavonska (chor. Crna slavonska svinja lub fajferica, skr. CS) – chorwacka, autochtoniczna rasa świni domowej.

## Historia
Początek historii rasy datuje się na koniec XIX wieku. Skrzyżowano wówczas w posiadłości Pfaifer w Orlovnjaku lokalne, prymitywne rasy okolic Osijeku (Slawonia) z mangalicą oraz świniami ras berkshire (najwcześniej), Poland-China (po 1870) i Large Black (po pewnym czasie). W wyniku tych działań lokalne świnie znacząco poprawiły swoje wartości użytkowe, wzrosła ich popularność i sprzedaż, tak w Slawonii, jak i poza jej granicami. Krzyżowanie z Large Black poprawiło płodność rasy i jej zdolności do wyzyskiwania pastwisk, a także uzdatniło ją do swobodnej hodowli na łąkach i w lasach, przy zapewnieniu schronienia w okresie rozrodu i odchowu prosiąt. Sukces rasy był na tyle duży, że rozpowszechniła się ona na wszystkie kraje późniejszej Jugosławii, a w 1873 została wyróżniona na Wystawie Światowej w Wiedniu, gdzie zdobyła złoty medal za swą jakość. Szczególnie popularna była w Chorwacji i Serbii. Sytuacja taka utrzymywała się przez cały wiek XX, jednak z czasem pogłowie rasy zaczęło się zmniejszać. Główny wpływ na taki stan rzeczy był fakt, że świnie te reprezentowały typ tłuszczowo-mięsny, gdy tymczasem w Europie i na świecie rosło zapotrzebowanie na gatunki typowo mięsne. Po rozpadzie Jugosławii, począwszy od 1991, liczba utrzymywanych osobników zaczęła się drastycznie zmniejszać. W Serbii wymarła całkowicie, natomiast w Chorwacji, w 1996 odnotowano tylko 46 loch i 5 knurów przy populacji aktywnej liczącej 20 osobników. Objęto wówczas rasę ochroną, co przyczyniło się do stopniowej poprawy stanu rzeczy. W 2005 odnotowano 627 loch i 58 knurów. Wszystkie osobniki hodowane są w gospodarstwach rodzinnych i mają księgi hodowlane, stanowiąc 6,33% pogłowia trzody chlewnej w Chorwacji (2012).

## Charakterystyka
Świnie tej rasy są stosunkowo małe, osiągając wysokość w kłębie 70–79 cm (knury) i 66–70 cm (lochy). Masa zwierzęcia to odpowiednio średnio 140–180 oraz 125–150 kg. Przedstawiciele rasy mają umaszczenie czarne, co dało asumpt nazwie (druga nazwa – fajferica – pochodzi od majątku Pfaifer). Skóra jest pigmentowana (również na ryju i racicach), co daje wrażenie szarości. Budowa jest zwarta, grzbiet średniodługi, masywny i karpiowaty, zad ścięty, kończyny delikatne i krótkie, głowa mała, uszy średnie, półzwisające ku przodowi. Najczęściej występuje dziesięć, a rzadziej dwanaście sutków.
Rasa jest płodna, zdrowotnie odporna, adaptatywna do surowych warunków środowiskowych, witalna, mało wymagająca paszowo i długowieczna. W miocie rodzi się zwykle 7–8 prosiąt po około 1100 g. Maciory są mocno mleczne, wytwarzając w okresie laktacji nawet ponad 210 kg tłustego mleka. Dojrzałość płciową osiągają późno. Pierwsze mioty pojawiają się najwcześniej po półtora roku.
Mimo że osobniki są w stanie żywić się same na pastwiskach i w lasach, to chętnie jedzą również pasze gospodarskie (około 4,75 kg na 1 kg przyrostu masy mięśniowej). Dzienny przyrost wynosi 500–550 g.
Pasza w żywieniu świń tej rasy to średnio około 10 kg na sztukę, a najlepsze wyniki osiąga się z paszą o wysokiej zawartości białka, biorąc pod uwagę, że używa się paszy treściwej w postaci wysokoenergetycznych zbóż w postaci mączki. Dostarcza się część pasz w postaci świeżej lub suchej, np. groch pastewny, lucerna, koniczyna, soja, pellety, dynia, rzepa pastewna, marchew, jarmuż pastewny, gotowane ziemniaki, żołędzie, pokrzywa i inne, uzupełniane np. serwatką.

## Mięso
Najlepszą jakość mięsa uzyskuje się ubijając osobniki 150-kilogramowe (około 18 miesiąc życia). Mięsność określa się na 32–42% (6–8% tłuszczu śródmięśniowego). Smak mięsa jest dobry, na co wpływ ma m.in. odpowiednie pH i dobra zdolność wiązania wody. Używa się go do produkcji wędlin rzemieślniczych o podwyższonej jakości (m.in. kiełbasa kulen, boczek i skwarki).
Cechy charakterystyczne mięsa rasy w stosunku do mięsa zwykłej świni domowej:
- ciemniejszy kolor,
- silniejsze włókna mięśniowe,
- znacznie niższy procent uwalniania wody,
- znacznie wyższy udział tłuszczu śródmięśniowego,
- nadawanie się do przetworzenia na tradycyjne produkty mięsne,
- nadawanie się na produkcję żywności funkcjonalnej[2].